# Stazione meteorologica di Papozze
La stazione meteorologica di Papozze è la stazione meteorologica di riferimento relativa alla località di Papozze.

## Coordinate geografiche
La stazione meteorologica si trova nell'area climatica dell'Italia nord-orientale, nel Veneto, in provincia di Rovigo, nel comune di Papozze, a 3 metri s.l.m. e alle coordinate geografiche 44°59′N 12°02′E.

## Dati climatologici
In base alla media trentennale di riferimento 1961-1990, la temperatura media del mese più freddo, gennaio, si attesta a +1,5 °C, quella del mese più caldo, luglio, è di +23,5 °C .
| Papozze            | Mesi | Mesi | Mesi | Mesi | Mesi | Mesi | Mesi | Mesi | Mesi | Mesi | Mesi | Mesi | Stagioni | Stagioni | Stagioni | Stagioni | Anno |
| Papozze            | Gen  | Feb  | Mar  | Apr  | Mag  | Giu  | Lug  | Ago  | Set  | Ott  | Nov  | Dic  | Inv      | Pri      | Est      | Aut      | Anno |
| ------------------ | ---- | ---- | ---- | ---- | ---- | ---- | ---- | ---- | ---- | ---- | ---- | ---- | -------- | -------- | -------- | -------- | ---- |
| T. max. media (°C) | 4,6  | 8,7  | 12,9 | 18,5 | 23,8 | 27,5 | 29,7 | 29,4 | 25,8 | 20,2 | 12,5 | 6,5  | 6,6      | 18,4     | 28,9     | 19,5     | 18,3 |
| T. min. media (°C) | −1,7 | −0,2 | 3,2  | 8,0  | 12,1 | 15,8 | 17,2 | 16,9 | 14,3 | 10,3 | 5,7  | 0,2  | −0,6     | 7,8      | 16,6     | 10,1     | 8,5  |